# Неа-Халкидон
Не́а-Халкидо́н (греч. Νέα Χαλκηδών ή Νέα Χαλκηδόνα «Новый Халкидон») — малый город в Греции, северный пригород Афин. Расположен на высоте 100 метров над уровнем моря, на Афинской равнине, в 5 километрах к северу от центра Афин. Входит в общину Неа-Филаделфия-Неа-Халкидон в периферийной единице Центральные Афины в периферии Аттика. Население 9822 жителя по переписи 2011 года. Площадь 0,8 квадратного километра.
Город пересекает река Кифисос и автострада 1 Пирей — Афины — Салоники — Эвзони. Строится станция Линии 4 Афинского метрополитена «Неа-Филаделфия».
Неа-Халкидон основан после малоазийской катастрофы беженцами и создан в 1934 году (ΦΕΚ 22Α), в 1943 году (ΦΕΚ 223Α) создано сообщество. Сообщество стало общиной в 1982 году (ΦΕΚ 98Α). Название город получил от древнего города Халкидон в Вифинии, ныне Кадыкёй, район Стамбула в Турции.

## Население
| Год  | Население, человек |
| ---- | ------------------ |
| 1928 | 3250               |
| 1940 | 2805               |
| 1951 | 3504               |
| 1961 | 6695               |
| 1971 | 8768               |
| 1981 | 10533              |
| 1991 | 10 289             |
| 2001 | 10 386             |
| 2011 | ↘ 9822             |